# Ultraforce
Ultraforce è stato un gruppo di personaggi dei fumetti creati da Gerard Jones (come gruppo) nel 1994, pubblicati dalla Malibu Comics.

## Storia
Il loro scopo era di proteggere la gente e di prevenire gli abusi da parte degli altri Ultra.
Dopo l'acquisizione della Malibu da parte della Marvel Comics e l'evento chiamato Black September, l'Ultraforce venne ri-creata mantenendo in parte membri del team precedente e in parte sostituendoli con altri. La nuova serie durò 15 numeri e poi venne chiusa per le scarse vendite.

## Altri media
Gli Ultraforce sono stati protagonisti anche di una serie animata di 13 episodi prodotta dalla DIC Entertainment nel 1995, nonché protagonisti di una serie di action figure prodotte dalla Galoob tra il 1995 e il 1996.